# چروونا ویش
چروونا ویش (به لهستانی:  Czerwona Wieś) یک روستا در لهستان است که در گمینا کژوینگ واقع شده‌است.